# فرودگاه ونتون
فرودگاه ونتون (به انگلیسی: Winton Airport) یک فرودگاه همگانی با کد یاتا WIN است که یک باند فرود آسفالت دارد و طول باند آن ۱۴۰۲ متر است. این فرودگاه در کشور استرالیا قرار دارد و در ارتفاع ۱۹۴ متری از سطح دریا واقع شده‌است.

## شرکت‌های هواپیمایی و مقصدهای پروازی
| شرکت‌های هواپیمایی  | مقصدهای پروازی                                   |
| ------------------ | ------------------------------------------------ |
| West Wing Aviation | Coconut Island، هرن آیلند، جزیره مری، Yam Island |